# إزالة التزجج
إزالة التزجّج أو إزالة الشفافية هي عملية تحويل البنية الزجاجية إلى حالة بلورية، ويجري ذلك بعدة طرق، مثل الضغط أو التبريد البطيء أو بتأثير الماء أو بتحوّل كيميائي.

## الصوف الزجاجي
يمكن إجراء عملية إزالة التزجج في الصوف الزجاجي باستخدام تطبيقات مرتفعة درجة الحرارة مؤديةً إلى الحصول على مسحوق معدني، والذي من المحتمل أن يكون مسرطناً.